# Universidad Andina del Cusco
La Universidad Andina del Cusco es una universidad privada peruana cuya sede principal está situada en el Cusco. Esta universidad se encuentra licenciada por la SUNEDU.

## Historia
La Universidad Andina del Cusco fue fundada el 5 de octubre de 1979 por Antonio Callo Cáceres, Néstor Bustos Silva, monseñor Luis Vallejos Santoni y César Cornejo Foronda. El 23 de mayo de 1984, fue creada por la Ley N.º 23837, que dio origen legal a su existencia, teniendo como sede inicialmente el parque de la Madre, para posteriormente instalarse en su local propio de la urbanización Larapa Grande del distrito de San Jerónimo.
La universidad inició sus actividades académicas el 5 de octubre de 1979, con la inscripción al primer concurso de admisión que se llevó a cabo el 5 de mayo de 1980, con 1209 postulantes y se inició con el dictado de clases en julio del mismo año con 712 estudiantes en ocho carreras universitarias.[cita requerida] En cumplimiento de la Ley 23837, norma su organización y funcionamiento y en concordancia a la Ley Universitaria N.º 23733 organiza y establece su régimen de estudios a través de las Carreras Universitarias, Facultades, Departamentos Académicos, Centros de Investigación, Proyección Social, Bienestar Universitario, Fomento y Desarrollo Universitario y de Producción de Bienes y Prestación de Servicios.
La Ley N.º 23837 promulgada el 23 de mayo de 1984, de creación de la Universidad estableció que inicialmentes se ofrecerían siete estudios de pregrado. Posteriormente, la Ley N.º 24637, promulgada el 17 de diciembre de 1986 aumentó el número a ocho licenciaturas: Administración y Contabilidad, Derecho, Economía, Ingeniería Industrial, Psicología, Servicio Social y Turismo. Durante los semestres 84-II al 86-II, no se administró la carrera de Ingeniería Industrial por aplicación de la Ley N.º 23837.
El gobierno de la Universidad estuvo, desde su inicio hasta mayo de 1985, a cargo de los miembros de la Asociación Promotora. Por ampliación de la Ley 24387 del 3 de diciembre de 1985, se conforma la primera Comisión Organizadora, que se instala el 30 de agosto de 1985 y funciona hasta el 30 de agosto de 1986. La Asamblea Nacional de Rectores, por Resolución N°879-86-ANR del 12 de junio de 1986, con opinión del Consejo de Asuntos Contenciosos, resuelve reestructurar la Comisión Organizadora, conformada por cuatro profesores designados por la Promotora, dos profesores principales y tres estudiantes elegidos por sus respectivos estamentos; se instala el 30 de agosto de 1986 y funciona hasta el 27 de abril de 1987.
La Tercera Comisión Organizadora se instala el 28 de abril de 1987. La Asamblea Nacional de Rectores, por Resolución N.º 1274-92-ANR del 22 de junio de 1992, declara a la Universidad en proceso de evaluación final, a partir del 1° de junio de 1992; y dispone que la Comisión Organizadora de ese entonces, continúe en sus funciones, hasta que se pronuncie el resultado de la Evaluación. En Sesión Extraordinaria de la Asamblea Nacional de Rectores, el 18 de diciembre de 1992, en la ciudad de Tacna, y vistos los informes de la Comisión Permanente de Evaluación de Universidades y del Consejo Regional Interuniversitario del Sur, se expide la Resolución N°195-92 del 30 de diciembre de 1992, otorgando reconocimiento de funcionamiento definitivo a la Universidad Andina del Cusco, la misma que deberá desarrollar sus actividades académicas y administrativas y constituir sus órganos de gobierno de acuerdo a la Ley.
La Comisión Organizadora de la Universidad Andina del Cusco, aprobó, mediante Resolución N.º CO-193/SG-UAC del 30 de junio de 1993, el Reglamento General de Elecciones para la conformación de la Asamblea Estatutaria. El 2 de febrero de 1994 se instala la Asamblea Universitaria y en uso de sus atribuciones procede a elegir a sus autoridades, siendo elegido como primer Rector el Dr. Mario Escobar Moscoso, y como Vicerrector Académico el Dr. Alfredo Noriega Díaz; con posterioridad se hizo una reforma al estatuto considerando dos Vicerrectorados, habiéndose elegido como Vicerrector Académico el Dr. Augusto Correa Castro y como Vicerrector Administrativo al Dr. Néstor Bustos Silva. Cabe señalar que por motivos de que la ley universitaria no permitía a los promotores ejercer el cargo de Rector sino solamente cargos fiscalizadores es así que es nombrado Vicerrector. Por renuncia de este último lo suple en el cargo en Dr. Antonio Callo Cáceres. En el mes de junio de 1997 por razones de renuncia asumen el cargo de Rector el Ing. Carlos Gómez Palza, Vicerrector Administrativo el C.P.C. Elías Cevallos Valencia y Vicerrector Académico el Ps. Ramón Torres Castillo. El 26 de junio de 2001 la Asamblea Universitaria en uso de sus atribuciones elige para el periodo 2001- 2006 a sus autoridades, siendo elegido como Rector el Dr. Augusto Correa Castro, Vicerrector Administrativo el Economista Hugo Francisco Flores Yábar y Vicerrector Académico la Magíster Carmen Rosa Araoz Fernández. El 15 de noviembre de 1994 en el folio 4227 bienio 1993-1994 ante la Notaría Pública del Dr. Néstor Avendaño G. por Escritura de confirmación y seguridad de renta vitalicia; siendo Rector el Dr. Mario Escobar Moscoso se les concede una pensión vitalicia a los socios fundadores.

## Ubicación
Está localizada en la urbanización de Larapa Grande, en el distrito de San Jerónimo, en la provincia del Cusco. En dicha sede se encuentran las facultades de Ciencias Económicas, Administrativas y Contables, de Ciencias y Humanidades, de Ciencias de la Salud, de Derecho y Ciencia Política, de Ingeniería y Arquitectura

## Alumnos y docentes
Para el segundo semestre del año 2000, se matricularon 3.538 alumnos en la Universidad Andina del Cusco. La sede principal de Cusco, albergó al 88% del total; la sede Quillabamba al 4%; la sede Sicuani al 3%; la sede Calca al 1% y la filial de Puerto Maldonado al 4%. En el segundo semestre de 2006 se matricularon 7.793 alumnos.[cita requerida]
En el año 2000, contaba con 305 docentes (13 estudiantes/docente) y en el año 2006 alcanzó el número de 478 docentes (26 estudiantes/docente). El número de docentes con grado de doctor es de 6. El número de docentes con grado de magíster sólo es de 35, alcanzando el 24% de los docentes.

## Facultades
La Universidad Andina del Cusco, cuenta con cinco facultades y veinte escuelas profesionales:

### Facultad de Ingeniería y Arquitectura
- Ingeniería Industrial
- Ingeniería de Sistemas
- Ingeniería Civil
- Ingeniería Ambiental
- Arquitectura

### Facultad de Ciencias de la Salud
- Estomatología
- Psicología
- Obstetricia
- Enfermería
- Medicina Humana
- Tecnología Médica

### Facultad de Ciencias y Humanidades
- Turismo
- Educación

### Facultad de Derecho y Ciencias Políticas
- Derecho

### Facultad Ciencias Administrativas, Económicas y Contables
- Economía
- Contabilidad
- Administración
- Administración de Negocios Internacionales
- Finanzas
- Marketing

La Universidad cuenta con una Filial en la ciudad de Puerto Maldonado (Departamento de Madre de Dios) y sub-sedes en las Provincias de Calca, La Convención (Quillabamba) y Canchis (Sicuani).

### Filial y Sub Sedes
La Universidad Andina del Cusco actualmente ofrece servicios a la población cusqueña en: Clínica Odontológica “Luis Vallejos Santoni”, Clínica Materno Infantil, un Centro de Idiomas y un Centro Educativo de Aplicación Andina del Cusco.

### Círculos de Estudios
El alumnado universitario por iniciativa propia opta por desarrollar círculos de estudios e investigación abiertos a todas las facultades, entre los más grandes e importantes dentro de la universidad tenemos:
- Círculo de Estudios de Ingeniería Civil FICEI
- Círculo de Estudios de Ingeniería Civil IFAE
- Círculo de Estudios Bety Valencia Chacon Estomatología
- Círculo de Estudios e Investigación Student Tech Club UAC - Microsoft

## Rankings académicos
En los últimos años, se ha generalizado el uso de rankings universitarios internacionales para evaluar el desempeño de las universidades a nivel nacional y mundial; siendo estos rankings clasificaciones académicas que ubican a las instituciones de acuerdo a una metodología científica de tipo bibliométrica que incluye criterios objetivos medibles y reproducibles, tomando en cuenta por ejemplo: la reputación académica, la reputación de empleabilidad para los egresantes, la citas de investigación a sus repositorios y su impacto en la web. Del total de 92 universidades licenciadas en el Perú, la Universidad Andina del Cusco se ha ubicado regularmente dentro de los cincuenta primeros lugares a nivel nacional en determinados rankings universitarios internacionales.